# Campylopterus diamantinensis
Campylopterus diamantinensis (колібрі-шаблекрил скельний) — вид серпокрильцеподібних птахів родини колібрієвих (Trochilidae). Ендемік Бразилії. Раніше вважався підвидом сірогрудого колібрі-шаблекрила, однак за результатами дослідження 2017 року був визнаний окремим видом.

## Опис
Довжина птаха становить 13,4 см, самці важать 8,5 г, самиці 8 г. Верхня частина тіла темно-зелена, тім'я більш темне, за очима білі плями. Нижня частина тіла темно-сіра. Дві центральні пари стернових пер бронзово-зелені з металевим відблиском, три крайні пари стернових пер біля основи яскраво-бронзово-зелені, на кінці темно-оливково-сірі, кінчики у них білі. Дзьоб довгий, дещо вигнутий, зверху чорний, знизу білуватий з коричнюватим кінчиком. Самиці мають більш тьмяно-зелене забарвлення.

## Поширення і екологія
Скельні колібрі-шаблекрили мешкають в горах Серра-ду-Еспіньясу в штаті Мінас-Жерайс на сході Бразилії, зокрема в регіоні Чапада-Діамантіна. Вони живуть у сухих високогірних чагарникових заростях кампос-рупестрес, серед скель, на відкритих високогірних плато, на висоті від 1000 до 2000 м над рівнем моря. Живляться нектаром квітів.

## Збереження
МСОП класифікує стан збереження цього виду як близький до загрозливого. Скельним колібрі-шаблекрилам можуть загрожувати пожежі, знищення природного середовища і зміни клімату.